# Transposición (ajedrez)
Una transposición en ajedrez es una posición en el tablero que puede ser alcanzada por más de un camino. Un ejemplo simple: el blanco puede mover su caballo desde g1 a g5 siguiendo las secuencias: 1.Cf3 2. Cg5 o 1.Ch3 2.Cg5.
Las Tablas de transposiciones son una de las partes esenciales de un programa de ordenador de ajedrez.